# Nieuwe Weerd

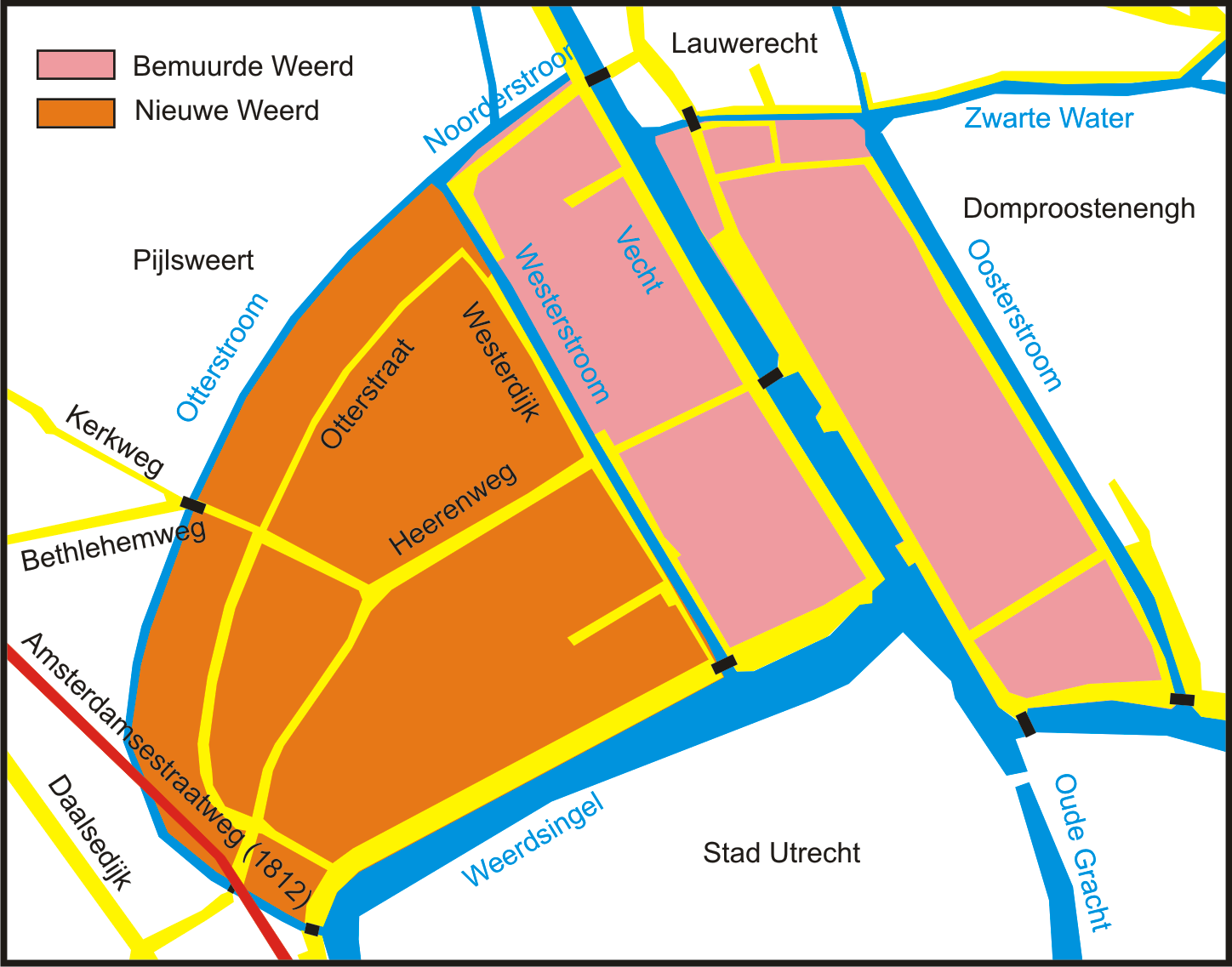
De gerechten Bemuurde Weerd en Nieuwe Weerd.

Nieuwe Weerd was een gerecht binnen de stadsvrijheid van Utrecht.
De Nieuwe Weerd werd gescheiden van de stad Utrecht door de Weerdsingel, van de Bemuurde Weerd door de Westerstroom en van Pijlsweerd en Catharijne door de Otterstroom.
De heerlijkheid was een leen van de Domproosdij, waarmee in de vijftiende eeuw de kloosters Jeruzalem en Bethlehem werden beleend.
In 1674 werd de heerlijkheid door de stad Utrecht geconfisqueerd.
Bij vergelijking van de kaarten van Specht en het kadaster blijkt dat bij de aanleg van de Amsterdamsestraatweg in 1812 de Otterstroom iets is verlegd. Mogelijk is toen ook de grens met Catharijne iets verlegd.
Bij de vorming van de gemeente Lauwerecht op 1 januari 1818 werd vrijwel geheel de Nieuwe Weerd bij deze gemeente gevoegd. De Amsterdamsestraatweg werd de grens tussen de gemeenten Lauwerecht en Catharijne, zodat in ieder geval het stukje van het gerecht Nieuwe Weerd ten westen van deze weg toen onder Catharijne viel.
Per 1 augustus 1823 werd de gemeente Lauwerecht en dus ook de Nieuwe Weerd bij Utrecht gevoegd.